# Уайзман, Дебби
Де́бби Уа́йзман, Кавалер Ордена Британской империи (англ. Debbie Wiseman; 10 мая 1963, Лондон, Англия, Великобритания) — британский композитор, дирижёр и музыкальный педагог.

## Биография
Один из самых успешных послов женской музыки в Великобритании, Дебби Уайзман родилась в Лондоне в семье Пола и Барбары Уайзман. Она училась в Тринити-колледже на отделении музыки, а затем обучалась игре на фортепиано и композиции в Гильдхоллской школе музыки и драмы, изучая фортепиано с Джеймсом Гиббом, и композицию с Бакстоном Орром.

## Карьера
Уайзман — приглашённый профессор Королевского музыкального колледжа и регулярно читает лекции в школах и колледжах об искусстве сочинения музыки для фильмов. В 2008 году она написала новое «Руководство к оркестру для молодёжи» руководство под названием «Разные голоса», премьера которой состоялась в Королевском филармоническим оркестром в рамках празднования его 60-летия, и теперь эта работа часто проводится школьными и молодёжными оркестрами по всей стране. В 2004 году она была награждена MBE за услуги в киноиндустрии и была награждена Почётными стипендиатами в обоих колледжах, где она училась.

## Личная жизнь
С 21 сентября 1987 года Дебби замужем за Тони Уормби.

## Избранная фильмография
- 1994 — «Том и Вив» / Tom & Viv
- 1995 — «Дом призраков» / Haunted
- 1997 — «Уайльд» / Wilde
- 1999 — «Демон ночи» / Lighthouse
- 2004 — «Арсен Люпен» / Arsène Lupin
- 2004 — «Мальчик в перьях» / Feather Boy
- 2005 — «Вся правда о любви» / The Truth About Love
- 2007 — «Наводнение» / Flood
- 2007 — «Джекилл» / Jekyll
- 2009 — «Убийцы вампирш-лесбиянок» / Lesbian Vampire Killers
- 2013—2017 — «Отец Браун» / Father Brown
- 2015 — «Волчий зал» / Wolf Hall
- 2015—2016 — «Диккенсиана» / Dickensian